# Янко, Станислав Васильевич
Станислав Васильевич Янко — доктор технических наук; председатель Всеукраинского отраслевого объединения организаций работодателей угольной промышленности «Укруглеработодатели»; АГНУ, вице-президент, руководитель отделения угля, торфа и горючих сланцев; член Общественной коллегии при Министерстве топлива и энергетики Украины (с июня 2005).

## Биография
Родился 21 ноября 1941 (с. Ивановка, Машевский район, Полтавская область); украинец; отец Василий Анисимович (1913-1992); мать Мара Лукьяновна (1911-1992); супруга Светлана Ивановна (1938) — горный инженер, пенсионерка; сын Владимир (1964) — военнослужащий; дочь Елена (1966).
Образование: Харьковский институт горного машиностроения, автоматики и вычислительной техники, горный факультет (1958-1963), горный инженер, «Разработка месторождений полезных ископаемых»; кандидатская диссертация «Обоснование подготовки и обработки наклонных тонких угольных пластов с использованием технологий нового уровня» (1988); докторская диссертация «Концептуальные и научно-технические основы создания и эффективного использования потенциала угольных шахт Украины» (1994, в форме научного доклада).
Народный депутат Украины 2-го созыва с июля 1994 (1-й тур) до апреля 1998, Селидовський избирательном округ № 139, Донецкая область, выдвинут трудовым коллективом. Член Комитета по вопросам топливно-энергетического комплекса, транспорта и связи. Член МДГ.
- 08.1963-10.1967 — горный мастер, начальник участка шахты № 40 треста «Селидовуголь».
- 10.1967-01.197 С — главный инженер шахты «Россия» комбината «Красноармейскуголь».
- 01.-05.1973 — директор шахты № 42, 05.1973-08.1975 — директор шахтоуправления «Кураховское» комбината «Красноармейскуголь».
- 08.1975-05.1978 — директор шахты «Россия» ПО «Красноармейскуголь».
- 05.1978-02.1981 — технический директор ПО «Добропольеуголь».
- 02.1981-04.1990 — генеральный директор ПО «Селидовуголь».
- 04.-10.1990 — председатель Селидовского горсовета народных депутатов Донецкой области.
- 10.1990-11.1994 — первый заместитель председателя Государственного комитета Украины по угольной промышленности[1].
- 25.07.1997-27.05.1998 — Министр угольной промышленности Украины[2][3].

Академик АГНУ.
Лауреат Государственной премии Украины в области науки и техники (2003). Заслуженный шахтер Украины. Ордена Трудового Красного Знамени (1983), «Знак Почета» (1976), медали «За доблестный труд. В ознаменование 100-летия со дня рождения В. И. Ленина» (1970), «Ветеран труда». Почетная грамота Кабинета Министров Украины (август 2004). Орден князя Ярослава Мудрого V степени (август 2011).
Автор (соавтор) более 30 научных статей, учебника «Горное дело».